# Chiesa di San Clemente (Alserio)
La chiesa di San Clemente è la parrocchiale di Alserio, in provincia di Como e arcidiocesi di Milano; fa parte del decanato di Erba.

## Storia
La prima citazione di una cappella ad Alserio risale al XIII secolo ed è contenuta nel Liber Notitiae Sanctorum Mediolani redatto da Goffredo da Bussero, dal quale s'apprende che essa dipendeva dalla pieve di Incino.

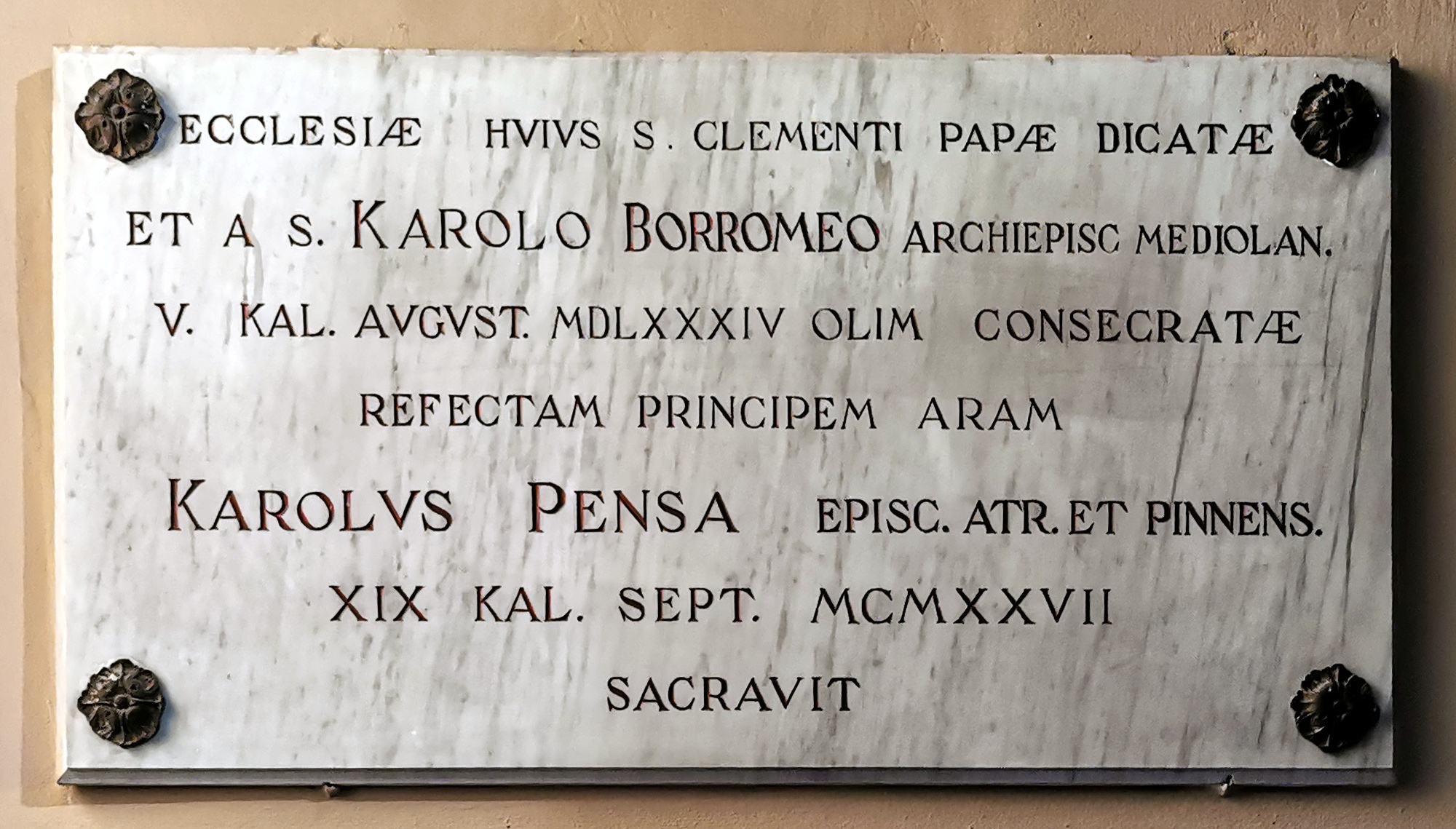
Lapide commemorativa della consacrazione di chiesa e altare

Nella seconda metà del XVI secolo la chiesa venne ricostruita; nel 1567 i lavori risultavano ancora in corso, con il tetto ancora mancante, mentre l'opera fu terminata nel 1579 e nell'agosto 1584 l'arcivescovo Carlo Borromeo impartì la consacrazione.
Nel 1678 fu ultimato il campanile e 1720 si procedette alla realizzazione della nuova sagrestia e all'ampliamento del coro; nel 1752, l'arcivescovo Giuseppe Pozzobonelli, durante la sua visita pastorale, trovò che i fedeli ammontavano a 346 e che la parrocchiale aveva come filiale l'oratorio della Beata Vergine Maria.
Grazie alla relazione della visita pastorale del 1898 dell'arcivescovo Andrea Carlo Ferrari si conosce che all'epoca che il numero dei fedeli era pari a 780 e che la parrocchiale di San Clemente, da cui dipendevano gli oratori dell'Immacolata e San Giuseppe e della Madonna della Neve in Tassera, era sede della confraternita del Santissimo Sacramento.
Nel 1969 la parrocchia passò del soppresso vicariato di Alzate Brianza al vicariato di Incino, per poi confluire tra il 1971 e il 1972, con la riorganizzazione territoriale dell'arcidiocesi voluta dal cardinale Giovanni Colombo, nel decanato di Erba.
Sempre negli anni settanta la chiesa fu adeguata alle norme postconciliari mediante l'aggiunta dell'altare rivolto verso l'assemblea, che fu consacrato il 19 settembre 1972 dal vescovo di Penne e Atri Carlo Pensa.

## Descrizione

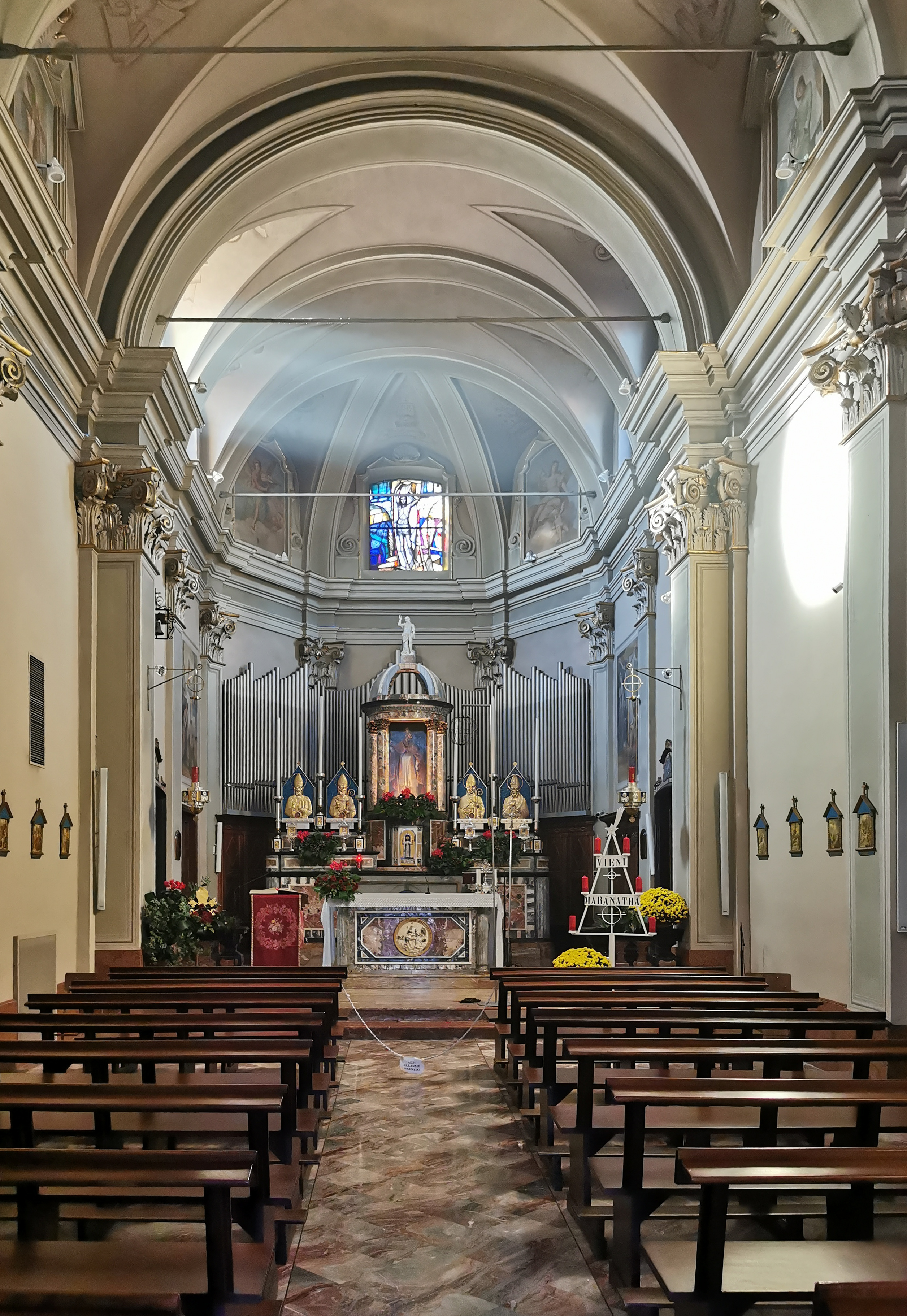
L'interno

### Esterno
La facciata a capanna della chiesa, rivolta a oriente, è tripartita da quattro lesene tuscaniche, poggianti su basamenti e sorreggenti la trabeazione e il frontone modanato; nel mezzo, preceduto da una breve scalinata, è collocato il portale d'ingresso, sormontato da un coronamento mistilineo e da una finestra quadrilobata.
Annesso alla parrocchiale è il campanile a pianta quadrata, suddiviso da cornici marcapiano in più registri; la cella presenta su ogni lato una monofora protetta da balaustra ed è coronata dalla cupola poggiante sul tamburo a base ottagonale.

### Interno
L'interno dell'edificio si compone di un'unica navata, sulla quale si affacciano le cappelle laterali introdotte da archi a tutto sesto e le cui pareti sono scandite da lesene sorreggenti la trabeazione modanata e aggettante sopra la quale si imposta la volta a vela; al termine dell'aula si sviluppa il presbiterio, rialzato di alcuni gradini e chiuso dall'abside di forma poligonale.